# 茨维考县
茨维考县（德語：Landkreis Zwickau）是德国萨克森自由州西部的一个县，首府为茨维考，2008年由开姆尼茨地区县、茨维考地区县和茨维考合并而成。总面积为949.78平方千米，截至2020年总人口为315,002人。